# Читіна (Аляска)
Читіна (англ. Chitina) — переписна місцевість (CDP) в США, в окрузі Вальдес-Кордова штату Аляска. Населення — 101 особа (2020).

## Географія
Читіна розташована за координатами 61°33′7″ пн. ш. 144°10′33″ зх. д. / 61.55194° пн. ш. 144.17583° зх. д. (61.551904, -144.175849).  За даними Бюро перепису населення США в 2010 році переписна місцевість мала площу 257,66 км², з яких 218,74 км² — суходіл та 38,92 км² — водойми.

### Клімат
Громада знаходиться у зоні, котра характеризується континентальним субарктичним кліматом. Найтепліший місяць — липень із середньою температурою 14.2 °C (57.6 °F). Найхолодніший місяць — січень, із середньою температурою -18.4 °С (-1.2 °F).
| Клімат Читіни           | Клімат Читіни | Клімат Читіни | Клімат Читіни | Клімат Читіни | Клімат Читіни | Клімат Читіни | Клімат Читіни | Клімат Читіни | Клімат Читіни | Клімат Читіни | Клімат Читіни | Клімат Читіни | Клімат Читіни |
| Показник                | Січ.          | Лют.          | Бер.          | Квіт.         | Трав.         | Черв.         | Лип.          | Серп.         | Вер.          | Жовт.         | Лист.         | Груд.         | Рік           |
| Абсолютний максимум, °C | 7,8           | 7,8           | 20            | 25            | 33,3          | 31,1          | 31,1          | 25            | 15,6          | 7,8           | 7,2           | 8,9           | 33,3          |
| Середній максимум, °C   | −13,8         | −8,1          | −0,6          | 7,2           | 14,9          | 19,8          | 21,1          | 18,7          | 12,5          | 2,3           | −8,6          | −11,6         | 4,6           |
| Середня температура, °C | −18,4         | −13,9         | −7,7          | 0,7           | 7,6           | 12,4          | 14,2          | 11,8          | 6,2           | −2,4          | −13,3         | −16,4         | −1,6          |
| Середній мінімум, °C    | −23,1         | −19,8         | −14,7         | −5,9          | 0,3           | 5,1           | 7,4           | 5             | −0,1          | −7,2          | −18           | −21,2         | −7,6          |
| Абсолютний мінімум, °C  | −50           | −46,7         | −32,2         | −11,1         | −3,9          | −1,1          | −6,7          | −18,3         | −31,7         | −42,8         | −48,9         | −50           | −50           |
| Норма опадів, мм        | 15.2          | 12.7          | 5.1           | 2.5           | 15.2          | 33            | 43.2          | 43.2          | 38.1          | 25.4          | 20.3          | 20.3          | 274.3         |
| Днів з опадами          | 6,3           | 6             | 3             | 2,1           | 6,4           | 10,7          | 12,5          | 13,1          | 12,3          | 9,6           | 8,1           | 7             | 97,1          |
| Днів зі снігом          | 5,9           | 5,6           | 2,8           | 1,5           | 0,1           | 0             | 0             | 0             | 0,9           | 5,7           | 7,8           | 6,5           | 36,8          |
| ----------------------- | ------------- | ------------- | ------------- | ------------- | ------------- | ------------- | ------------- | ------------- | ------------- | ------------- | ------------- | ------------- | ------------- |
| Джерело: Weatherbase    |               |               |               |               |               |               |               |               |               |               |               |               |               |

## Демографія
Згідно з переписом 2010 року, у переписній місцевості мешкало 126 осіб у 52 домогосподарствах у складі 29 родин. Густота населення становила 0 осіб/км².  Було 96 помешкань (0/км²).
Расовий склад населення:
| - 64,3 % — білих - 19,8 % — корінних американців |

До двох чи більше рас належало 15,9 %. Частка іспаномовних становила 2,4 % від усіх жителів.
За віковим діапазоном населення розподілялося таким чином: 38,1 % — особи молодші 18 років, 57,1 % — особи у віці 18—64 років, 4,8 % — особи у віці 65 років та старші. Медіана віку мешканця становила 28,0 року. На 100 осіб жіночої статі у переписній місцевості припадало 93,8 чоловіків;  на 100 жінок у віці від 18 років та старших — 110,8 чоловіків також старших 18 років.
За межею бідності перебувало 15,0 % осіб, у тому числі 23,5 % дітей у віці до 18 років та 0,0 % осіб у віці 65 років та старших.
Цивільне працевлаштоване населення становило 16 осіб. Основні галузі зайнятості: транспорт — 43,8 %, мистецтво, розваги та відпочинок — 25,0 %, роздрібна торгівля — 12,5 %, публічна адміністрація — 12,5 %.